# Iglesia de San Cassiano
San Cassiano es una iglesia católica romana del siglo XIV en el sestiere de San Polo de la ciudad italiana de Venecia. Está ubicada en el Campo San Cassiano, sitio del primer teatro de ópera público del mundo, al oeste del Puente de Rialto y está abierta al público de martes a sábado por la mañana.  

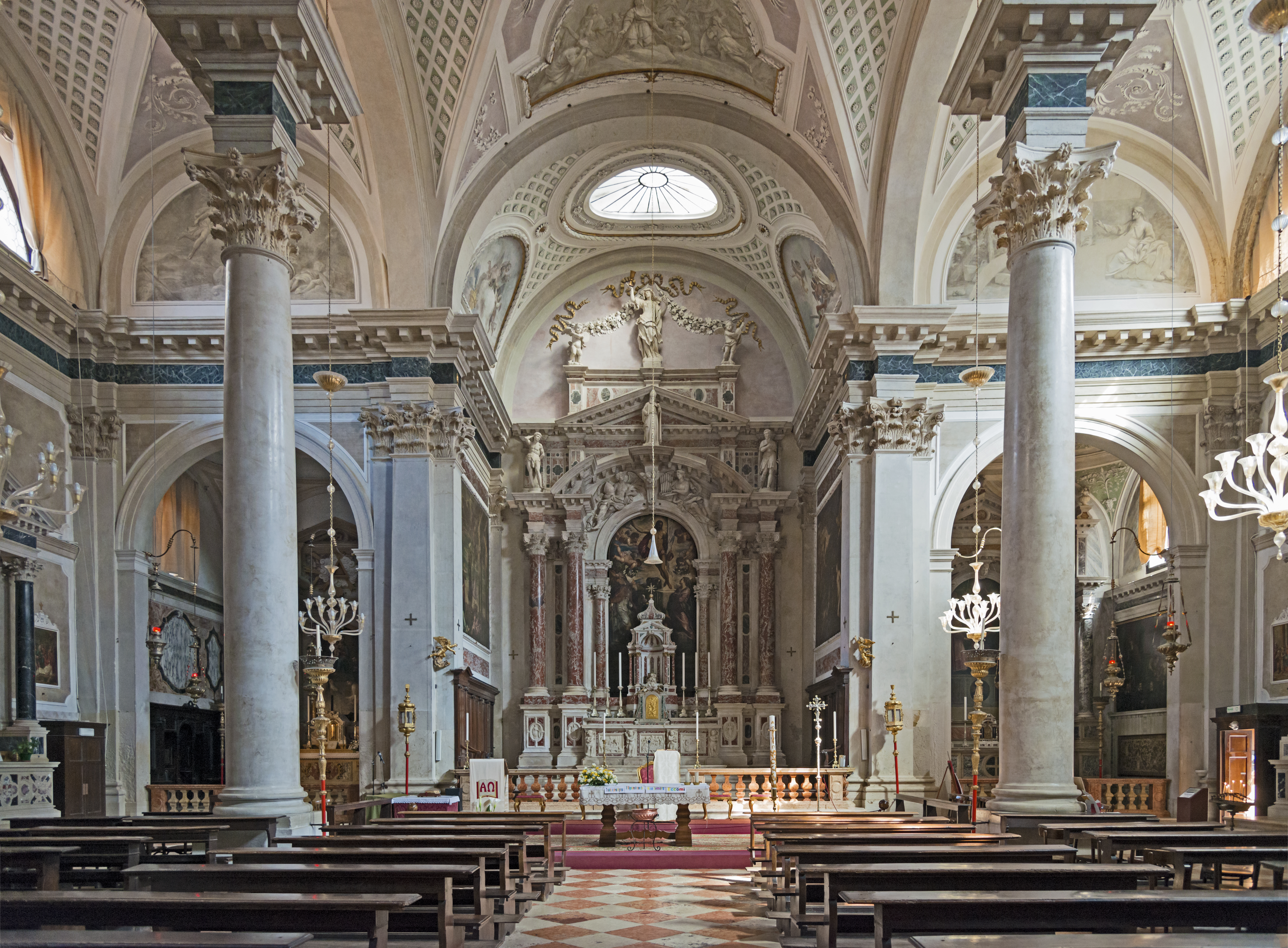

Una iglesia ocupaba su solar desde 726 y el edificio actual dedicado a San Casiano de Imola fue consagrado en 1376 y remodelado durante el siglo XVII. Tiene un exterior sencillo con varios edificios adyacentes superpuestos. Su interior, sin embargo, está ricamente decorado en estilo barroco.fue construida en 726 y dedicada a Santa Cecilia, la santa patrona de los músicos y la música. A lo largo de los siglos, ha habido varios proyectos de reconstrucción, incluido uno después de un incendio en 1106 y una reconstrucción importante que comenzó en 1350. Este edificio fue consagrado en 1376 y remodelado a principios del siglo XVII para darle el aspecto actual que data de 1663. Un gran campanario,  de alto, se agregó a la iglesia en el siglo XIII, aunque su estilo tosco sugiere que pudo haber sido una torre de vigilancia que fue adquirida por la iglesia.

## Biografía
- Earls, Irene (1987). Renaissance Art: A Topical Dictionary. New York: Greenwood Press. ISBN 0-313-24658-0.
- McGregor, James Harvey (2006). Venice from the Ground Up. Cambridge, Mass.: Belknap Press of Harvard University Press. ISBN 0-674-02333-1.
- Ruskin, John (1976).  Whittick, Arnold, ed. Ruskin's Venice. G. Godwin. ISBN 978-0-7114-4802-5.
- Simonis, Damien (2010). Italy (Country Guide). Lonely Planet. ISBN 1-74179-229-0.
- Walther, Ingo F.; Suckale, Robert (2002). Masterpieces of Western Art: A History of Art in 900 Individual Studies from the Gothic to the Present Day 1. Taschen. ISBN 978-3-8228-1825-1.

- Datos: Q3585323
- Multimedia: San Cassiano (Venice) / Q3585323